# Moschops
Moschops (griech. „Kalbsgesicht“ aus μόσχος móschos „Kalb“ und ὄψ óps „Gesicht, Auge“) ist eine ausgestorbene Gattung der Dinocephalia. Die Fossilien von Moschops stammen aus dem Oberperm von Südafrika und werden auf ein Alter von 255 Mio. Jahren datiert. Die Überreste der einzigen bekannten Art Moschops capensis wurden erstmals 1911 von Robert Broom beschrieben.

## Merkmale

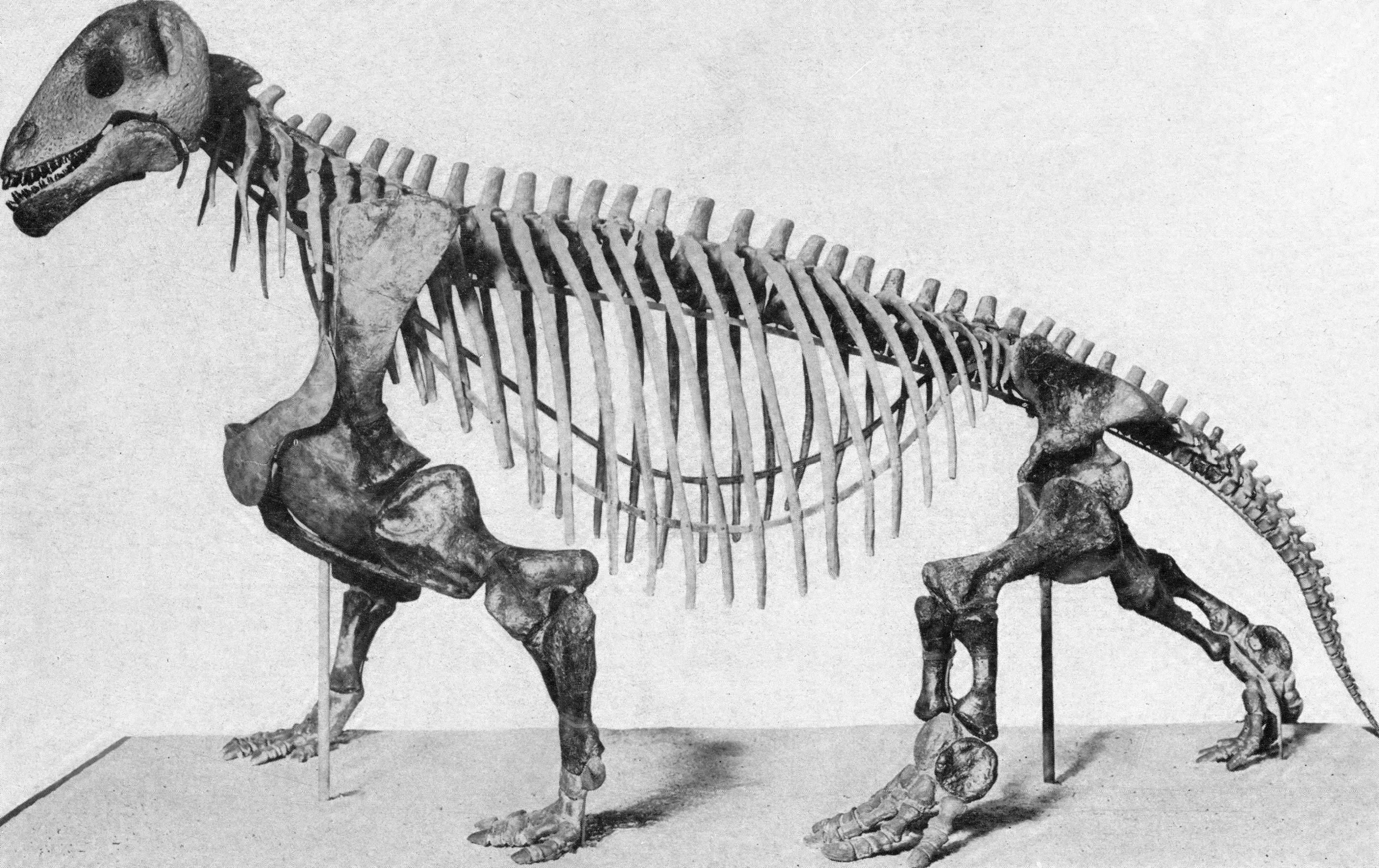
Skelettrekonstruktion von Moschops nach Robert Broom

Moschops wurde zweieinhalb Meter lang. Der Brustkorb war mit 25 paarigen Rippen sehr groß. Die Gliedmaßen waren kräftig, im Verhältnis dazu waren die Füße eher klein. Die Hinterbeine wurden schon direkt unter dem Körper gehalten, etwa so wie bei Säugetieren, die Vorderbeine allerdings spreizten vom Körper ab, so wie bei den Reptilien. Der Kopf des Tieres war im Vergleich zur Körpergröße sehr klein; dies erinnert noch an die herbivoren Pelycosaurier. Die Schnauze war abgerundet, allerdings stieg der hintere Teil zu einer breiten, massiven Struktur an. Das Schädeldach war bis zu 10 cm dick. Es war jedoch nicht so stark gewölbt wie beim nahen Verwandten Tapinocephalus.

## Entdeckungsgeschichte
Fossilien von Moschops wurden zum ersten Mal von Robert Broom in der Ecca-Gruppe (Teil der Karoo-Supergruppe) in Südafrika gefunden. Die stratigraphische Zuordnung war unsicher, da aber in der Nähe Pareiasaurus-Fossilien gefunden wurden, erscheint die Zuordnung wahrscheinlich. Die Fossilien umfassen einen Holotypus (AMNH 5550) und sieben Typotypen (AMNH 5551-5557). Die Schädel der Exemplare sind unterschiedlich verdickt, laut Broom liegt das an unterschiedlichen Geschlechtern/Altersklassen. Die Exemplare wurden 1910 an das American Museum of Natural History in New York gesendet und 1911 beschrieben.

## Systematik
Moschops ist ein Dinocephalia. Er gehört zur Familie der Tapinocephalidae, deren Schwestertaxon die Titanosuchidae sind. Beide werden als Tapinocephalia bzw. Titanosuchia zusammengefasst.

## Paläobiologie

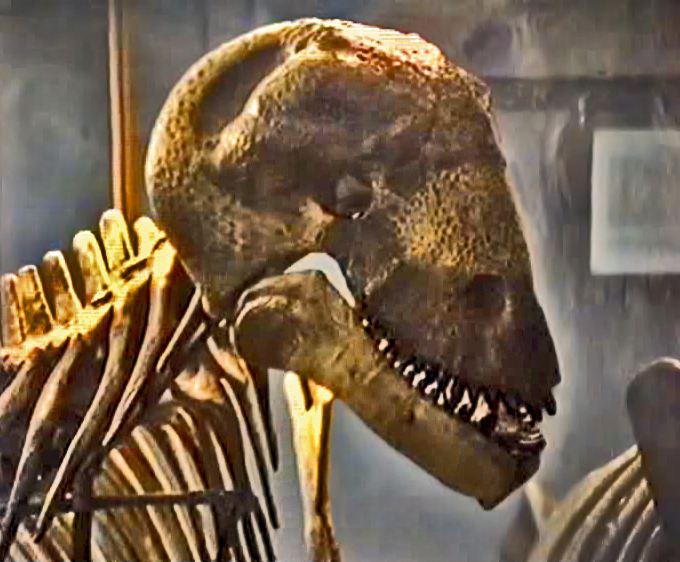
Der Schädel von Moschops capensis im American Museum of Natural History, New York

Moschops besaß meißelförmige, stumpfe Zähne, mit denen er seine pflanzliche Nahrung abriss und zerkleinerte. Man vermutet, dass Moschops in kleinen Herden niedrige Vegetation abweidete.

### Pachyostose
Das Schädeldach des Tieres war verdickt (Pachyostose). Wahrscheinlich wurde es zum Kopfstoßen genutzt, ähnlich wie bei Schafen, Ziegen oder den Pachycephalosauriern. Dabei traf die Hauptkraft des Stoßes auf den verdickten dorsalen Schild des Schädels und wurde über die Seiten zum dicken und deutlich unter dem Schädel verlagerten Gelenkknorren des Hinterhauptsbeins (Condylus occipitalis) übertragen. Der Gelenkknorren lag genau auf der Verbindungslinie zwischen Wirbelsäule und dem Auftreffpunkt auf dem Schädeldach. Der Stoß wurde von da auf die Halswirbelsäule geleitet und in die kräftige Schulterregion übertragen.